# Aino Kallas
Aino Julia Maria Kallas (ur. jako Aino Julia Maria Krohn 2 sierpnia 1878 w Wyborgu, zm. 9 listopada 1956 w Helsinkach) – fińsko-estońska pisarka.

## Życiorys
Była córką mającego niemieckie korzenie folklorysty Juliusa Krohna (1835–1888), zaś jej bratem był Kaarle Krohn. W wieku 22 lat poślubiła Oskara Kallasa, estońskiego folklorystę, z którym miała pięcioro dzieci (dwoje z nich zmarło w czasie II wojny światowej): Virve, Laine, Suleva, Lembita i Hillara.
Zadebiutowała w 1897 roku zbiorem poezji Lauluja ja ballaadeja, wydanym pod pseudonimem Aino Suonio. W latach 1900–1903 wraz z mężem mieszkała w Petersburgu, a następnie przeprowadziła się do Tartu. Jej utwory były inspirowane estońskim folklorem i historią. W latach 20. mieszkała w Londynie, a w czasie wojny w Szwecji.

## Twórczość
Na podstawie:
- Barbara von Tisenhusen (1923)
- powieść Reigin pappi (Pastor z Reigi, 1926),
- zbiory wierszy Kuoleman joutsen (Łabędź śmierci, 1942),
- mikropowieść Sudenmorsian (Wilcza oblubienica, 1928, wznowienie 1978),
- dzienniki 1952–1957.